# Christine Stewart
Christine Stewart (* um 1950, geborene Christine Evans) ist eine ehemalige schottische Badmintonspielerin. 

## Karriere
Christine Evans gewann 1971 ihren ersten nationalen Titel in Schottland. 1973 siegte sie erstmals bei den Scottish Open und gewann die Norwegian International. Bei den prestigeträchtigen All England des gleichen Jahres wurde sie Dritte im Mixed mit Fraser Gow. Bei der Europameisterschaft 1976 gewann sie Bronze.

## Sportliche Erfolge
| Saison | Veranstaltung                     | Disziplin   | Platz | Name                                 |
| ------ | --------------------------------- | ----------- | ----- | ------------------------------------ |
| 1971   | Schottland: Einzelmeisterschaften | Damendoppel | 1     | Christine Evans / Maureen Hume       |
| 1973   | Scottish Open                     | Mixed       | 1     | Fraser Gow / Christine Stewart       |
| 1973   | Norwegian International           | Mixed       | 1     | Fraser Gow / Christine Stewart       |
| 1973   | Schottland: Einzelmeisterschaften | Mixed       | 1     | Fraser Gow / Christine Stewart       |
| 1973   | All England                       | Mixed       | 3     | Fraser Gow / Christine Stewart       |
| 1974   | Irish Open                        | Mixed       | 1     | Fraser Gow / Christine Stewart       |
| 1974   | Schottland: Einzelmeisterschaften | Mixed       | 1     | Fraser Gow / Christine Stewart       |
| 1975   | Schottland: Einzelmeisterschaften | Mixed       | 1     | Fraser Gow / Christine Stewart       |
| 1975   | Schottland: Einzelmeisterschaften | Damendoppel | 1     | Helen McIntosh / Christine Stewart   |
| 1976   | Schottland: Einzelmeisterschaften | Damendoppel | 1     | Helen McIntosh / Christine Stewart   |
| 1976   | Europameisterschaft               | Damendoppel | 3     | Joanna Flockhart / Christine Stewart |
| 1977   | Schottland: Einzelmeisterschaften | Damendoppel | 1     | Joanna Flockhart / Christine Stewart |
| 1978   | Irish Open                        | Damendoppel | 1     | Christine Stewart / Anne Johnstone   |
| 1978   | Schottland: Einzelmeisterschaften | Damendoppel | 1     | Anne Johnstone / Christine Stewart   |
| 1979   | Schottland: Einzelmeisterschaften | Damendoppel | 1     | Joanna Flockhart / Christine Stewart |